# Penetrantia irregularis
Penetrantia irregularis is een mosdiertjessoort uit de familie van de Penetrantiidae. De wetenschappelijke naam van de soort is voor het eerst geldig gepubliceerd in 1956 door Silén.